# فرودگاه پری استوکس
 فرودگاه پری استوکس (به انگلیسی: Perry Stokes Airport) یک فرودگاه همگانی با کد یاتا TAD است که یک باند فرود آسفالت دارد و طول باند آن ۱۶۷۶ متر است. این فرودگاه در کشور ایالات متحده آمریکا قرار دارد و در ارتفاع ۱۷۵۶ متری از سطح دریا واقع شده است.